# Nozal Hill
Nozal Hill är en kulle i Antarktis. Den ligger i Västantarktis. Argentina, Chile och Storbritannien gör anspråk på området. Toppen på Nozal Hill är 610 meter över havet.
Terrängen runt Nozal Hill är huvudsakligen kuperad. Trakten är glest befolkad. Närmaste befolkade plats är Vernadsky Station, 16,2 km väster om Nozal Hill. 